# Babați, Liuboml
Babați (în ucraineană Бабаці́) este un sat în comuna Vîșniv din raionul Liuboml, regiunea Volînia, Ucraina.

## Demografie
Componența lingvistică a localității Babați
     Ucraineană (100%)
Conform recensământului din 2001, toată populația localității Babați era vorbitoare de ucraineană (100%).